# Toni Amadeus Bechtold
Toni Amadeus Bechtold (* 16. April 1986 in Heidenheim an der Brenz) ist ein deutscher Jazzmusiker (Tenorsaxophon, Bassklarinette) und Musikforscher.

## Werdegang
Toni Bechtold erlernte in seiner Jugend zuerst Blockflöte, später dann Altsaxophon und Klavier. Er gründete, zusammen mit seinem Bruder Florian Bechtold, bereits als junger Teenager erste Bands, in denen Jazz, Blues, Soul und Funk gespielt wurde. Wichtige Schritte in Richtung des Musikerberufs waren die Schulbigband des Werkgymnasium Heidenheim sowie später das Landesjugendjazzorchester unter Leitung von Bernd Konrad. Nach Ende der Schulzeit studierte er an der Hochschule für Musik Nürnberg Jazzsaxophon bei Steffen Schorn, Hubert Winter und Klaus Graf. Seit dieser Zeit spielt er in der Tobias Becker Big Band in Stuttgart.
Nach dem Diplomabschluss zog Bechtold 2010 für weitere Studien nach Luzern, wo er bis heute lebt und tätig ist. An der Hochschule Luzern erlangte er durch Studien bei Roland von Flüe, John Voirol, Nat Su und Nils Wogram zwei Masterabschlüsse. Während dieser Zeit war er auch Mitglied im Bundesjazzorchester unter der Leitung von u. a. Niels Klein und Jiggs Whigham. Er ist in verschiedenen Schweizer Kleinformationen bei Konzerten und Aufnahmen aktiv, u. a. im Samuel Leipold Quartett, dem Maurus Twerenbold Non-Harmonic Quartet, der Roberto Bossard New Group und Druckmittel. Er konzertiert außerdem gelegentlich mit dem Zurich Jazz Orchestra, dem Swiss Jazz Orchestra und spielte im Lucerne Jazz Orchestra.
Seit 2013 ist Bechtold wissenschaftlicher Mitarbeiter im Competence Center for Music Performance Research an der Hochschule Luzern – Musik. Dort forscht und veröffentlicht er in den Disziplinen Jazzgeschichte und Musikpsychologie (Rhythmus und Groove).

## Diskografische Hinweise
- BuJazzO: Vol. 9 Originals (2010)
- Tobias Becker Big Band: Life Stream (Neuklang, 2013)
- Maurus Twerenbold Non Harmonic Quartet: White Page (Unit Records, 2015)
- Druckmittel: Mittelmass (Eigenverlag, 2015)
- Samuel Leipold Quartett: Sieben kurze Stücke (QFTF, 2015)
- Tobias Becker Big Band: Atomic B. (Neuklang, 2016)
- Samuel Leipold Quartett: Sous-Entendu (QFTF, 2017)
- Roberto Bossard New Group: Nostalgia (Privave Records, 2018)
- Toni Amadeus Bechtold / Rafael Jerjen / Samuel Bütiker: Schnabeltier (2023)